# リリュバイオン包囲戦
リリュバイオン包囲戦はピュロス戦争中の紀元前278年に、エペイロス王ピュロスが率いるエペイロス・シュラクサイ連合軍が、シケリア最後のカルタゴ拠点であるリリュバイオン（ラテン語名：リルバイウム、現在のマルサーラ）の攻略を試みた戦いである。

## 戦闘
ピュロスはイタリア半島での共和政ローマに対する作戦を中止し、シュラクサイからの救援要請に応えてシケリアに渡ってカルタゴと戦うこととした。そのとき、シュラクサイは海陸からカルタゴ軍に包囲されていた。ピュロスはカルタゴ艦隊を避けてカタナ（現在のカターニア）に上陸し、そこからシュラクサイに行軍した。ピュロスが接近するとカルタゴ軍は撤退した。ピュロスはシュラクサイの最高司令官となった。ピュロスはシケリア西部のカルタゴ領に侵攻、カルタゴ陸軍を駆逐して、カルタゴの重要都市であるエリュクス（現在のエリーチェ）、パノルムス（現在のパレルモ）も占領した。残るカルタゴの拠点はリリュバイオンだけとなった。リリュバイオンはサルディニア維持のために必要であり、カルタゴはリリュバイオンをカルタゴ領と認めるならば、ピュロスに降伏するとした。しかしピュロスはこれを拒否した。
リリュバイオンは、シケリアの西端であり、カルタゴ本国があるアフリカとを結ぶ重要な港で、そこからさらにサルディニアへの航路があった。ピュロスは2ヶ月間の包囲戦を続けたが、街は強固に防御されており陥落させることは困難であることが分かった。また海上はカルタゴが押さえているため、身動きが取れなくなる可能性もあった。このためピュロスは包囲を解いて撤退した。リリュバイオンから戻ったピュロスは、アフリカに渡ってカルタゴと戦うことを決め、艦隊の建造に乗り出したが、これに対してシケリアのギリシア都市は不満であり、ピュロスの過大な要求に抵抗を示した。

## 参考資料
- Venning, Timothy; Drinkwater, John (2011). Chronology of the Roman Empire. Continuum International Publishing Group. ISBN 9781441154781
- Cowan, Ross (2007). For the glory of Rome:a history of warriors and warfare. MBI Publishing Company. ISBN 9781853677335
- Mommsen's History of Rome. Wildside Press LLC. (2008). ISBN 9781434462329